# Vladimír Tesař (lékař)
Vladimír Tesař (* 5. května 1957 Strakonice) je český lékař, nefrolog a vysokoškolský profesor.
Vystudoval 1. lékařskou fakultu Univerzity Karlovy v Praze. V roce 1999 se na této fakultě stal profesorem vnitřního lékařství a od téhož roku do roku 2005 působil jako její proděkan pro vědu a zástupce přednosty I. interní kliniky 1. LF UK. Od roku 2003 zastává funkci přednosty Kliniky nefrologie 1. LF UK a VFN. Deset let působil jako předseda České nefrologické společnosti, je autorem více než 500 vědeckých prací a několika monografií. Je členem řady významných domácích i zahraničních organizací.

## Biografie
Vladimír Tesař se narodil 5. května 1957 ve Strakonicích, ale když mu bylo devět let, přestěhoval se s rodiči do Prahy. Po maturitě na gymnáziu Wilhelma Piecka (dnešní Gymnázium Christiana Dopplera) studoval medicínu na Fakultě všeobecného lékařství Univerzity Karlovy (FVL UK, dnešní 1. LF UK) v Praze, kde roku 1982 promoval. Poté nastoupil jako sekundární lékař na I. interní kliniku FVL UK a v roce 1987 se stal odborným asistentem na nově vzniklém nefrologickém oddělení. V roce 1991 obhájil kandidátskou dizertační práci a o tři roky později habilitační práci v oboru hepatologie. Ve své doktorské dizertační práci se již věnoval nefrologii, renálním vaskulitidám a glomerulonefritidám. V roce 1999 se stal profesorem vnitřního lékařství Univerzity Karlovy. V letech 1999–2005 byl proděkanem pro vědu a také zastával funkci zástupce přednosty I. Interní kliniky. V roce 2003 se stal přednostou nově založené Kliniky nefrologie 1. LF UK a Všeobecné fakultní nemocnice (VFN).
Vladimír Tesař je členem řady významných domácích i zahraničních organizací, např. Mezinárodní nefrologické společnosti (International Society of Nephrology, ISN), Americké nefrologické společnosti (American Society of Nephrology, ASN) či Evropské nefrologické společnosti (European Renal Association, ERA). Třikrát byl předsedou České nefrologické společnosti a ve funkci strávil celkem deset let.
Hlavními oblastmi Tesařova vědeckého zájmu jsou systémové choroby s postižením ledvin, primární glomerulonefritidy, autosomálně dominantní polycystické onemocnění ledvin, renovaskulární hypertenze a kardiovaskulární komplikace u pacientů s chronickým onemocněním ledvin. Jako hlavní autor či spoluautor publikoval více než 500 odborných článků, které se těší vysoké citovanosti (Science Citation Index> 15 000, H-index (WoS) 52, Google Scholar: H-index 65). Je spoluautorem monografií Klinická nefrologie (1995,2006) a Interna (2010, 2015) a členem několika redakčních rad tuzemských i zahraničních časopisů. V pozici národního koordinátora či člena Steering committee se zapojil do řady významných mezinárodních klinických studií v nefrologii.
V soukromí má Vladimír Tesař řadu zájmů a koníčků. Zajímá se o výtvarné umění z období časné renesance a přelomu 19. a 20. století. Je milovníkem klasické i moderní literatury a je také znalec klasické hudby, hraje na klavír. Jeho manželka Petra, s níž se seznámil na I. interní klinice, je také profesorkou a přední českou odbornicí v oboru onkologie. Mají spolu tři děti.